# یواس‌اس هاوکینز (دی‌دی-۸۷۳)
یواس‌اس هاوکینز (دی‌دی-۸۷۳) (به انگلیسی: USS Hawkins (DD-873)) یک کشتی است که طول آن 390 feet 6 inches (119 m) می‌باشد. این کشتی در سال ۱۹۴۵ ساخته شد.